# Çiftlikköy, Havza
Çiftlikköy là một xã thuộc huyện Havza, tỉnh Samsun, Thổ Nhĩ Kỳ. Dân số thời điểm năm 2010 là 1.308 người.